# Patrona Bavariae (Oberegg)
Patrona Bavariae ist eine römisch-katholische Filialkirche im oberschwäbischen Oberegg, einem Ortsteil von Unteregg.

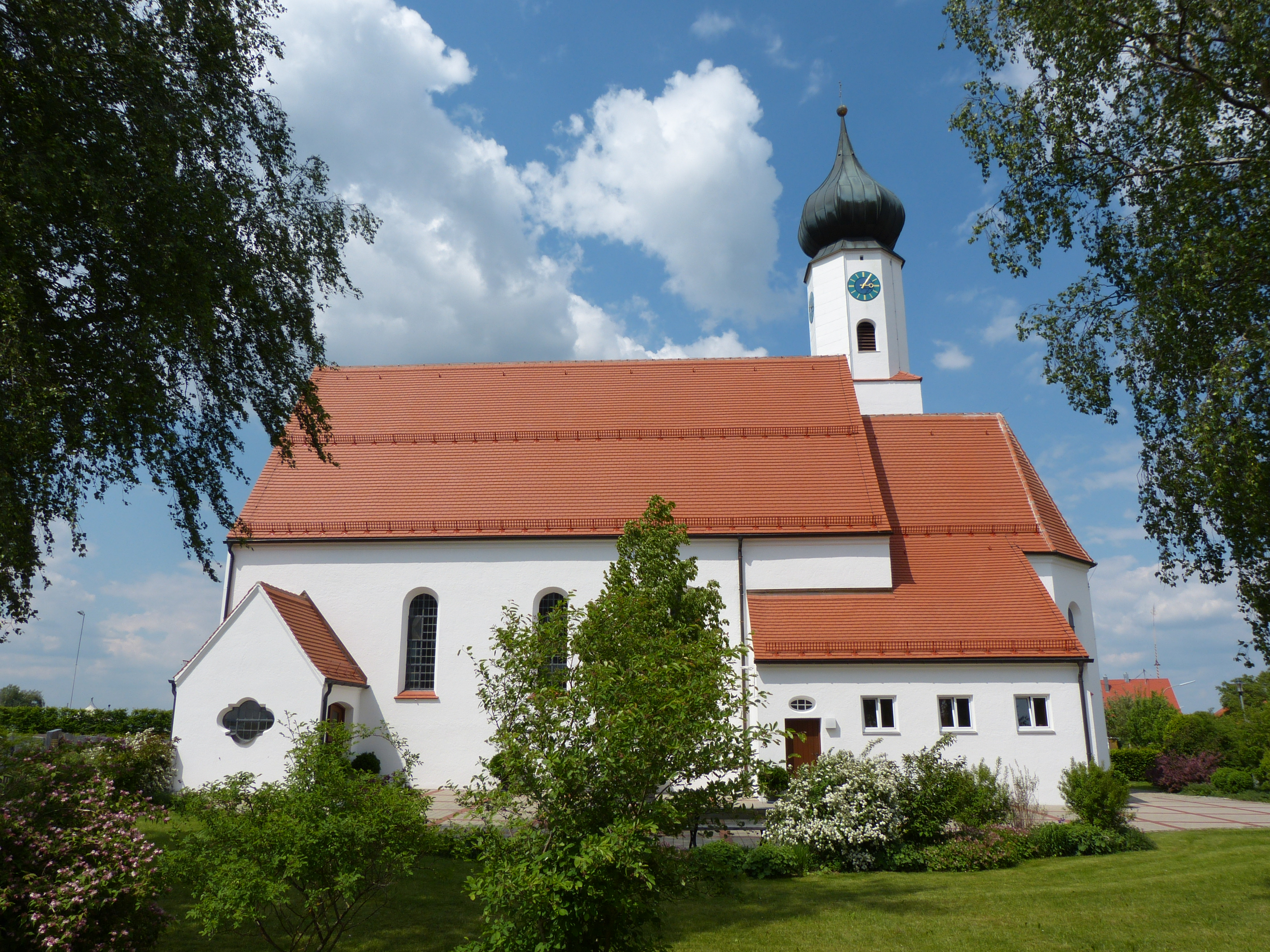
Patrona Bavariae, Oberegg

Der flachgedeckte Bau mit eingezogenem, dreiseitig schließendem Chor und einem halbrunden Chorbogen wurde nach den Plänen des Architekten Josef Ruf aus Mindelheim in bodenständigen Formen von 1951 bis 1952 erbaut. Das saalförmige Kirchenschiff besitzt rundbogige Blenden und Fenster an der Innenseite der Längswände. Im nördlichen Winkel von Chor und Schiff befindet sich ein quadratischer Turm mit einem achteckigen Oberteil und einer schindelgedeckten Zwiebelhaube.
Am Hochaltar befindet sich eine Figur der Muttergottes von Ottmar Paul aus München. Des Weiteren befindet sich ein um 1720 bis 1730 erschaffenes Kruzifix, sowie ein gegeißelter Heiland, ein Heiland in der Rast und ein heiliger Johannes Nepomuk, welche alle aus der Mitte des 18. Jahrhunderts stammen.
Die Kirche liegt im Südteil des Ortes, umgeben vom Friedhof.

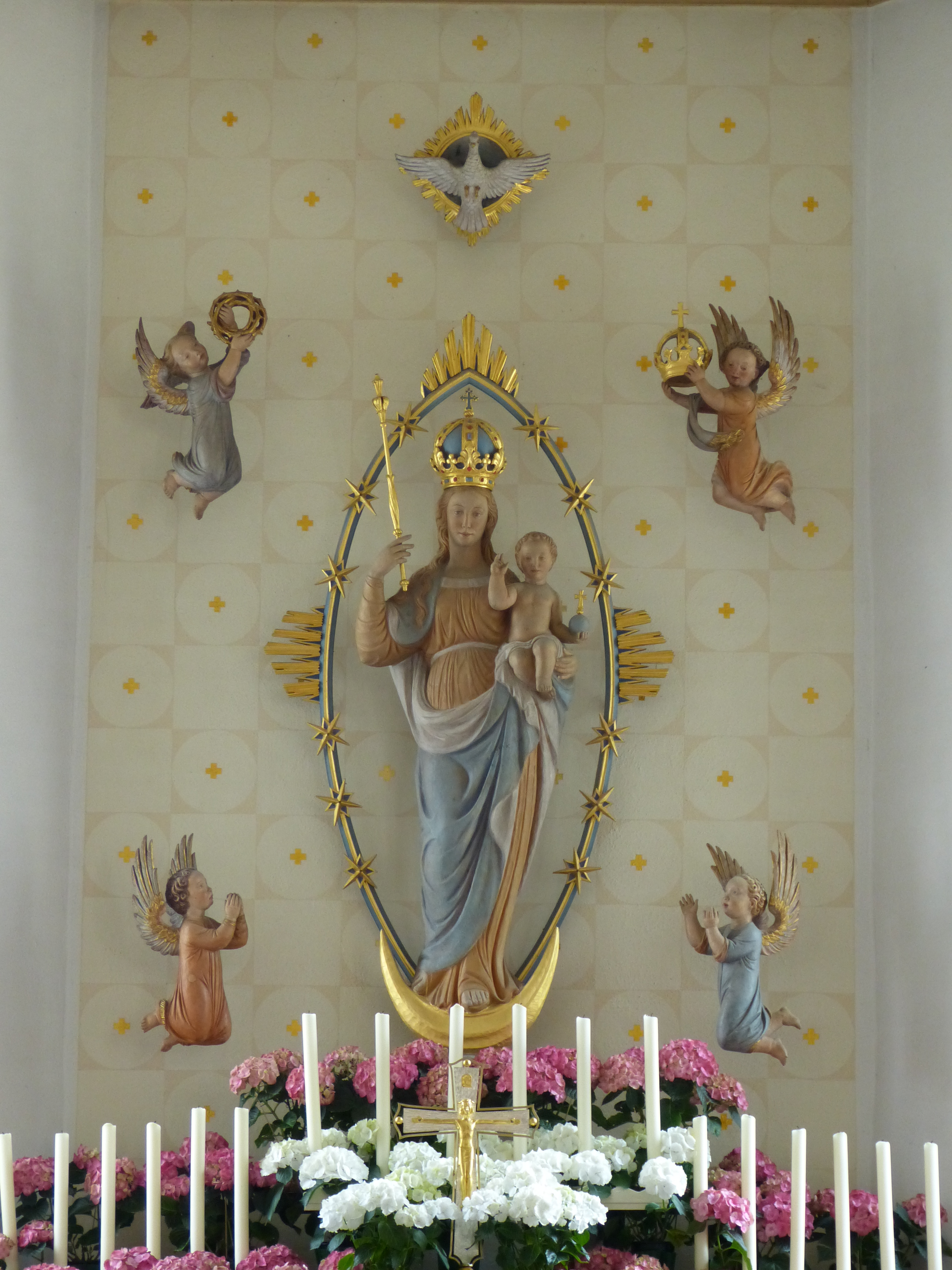
Hochaltar mit der Darstellung der Muttergottes
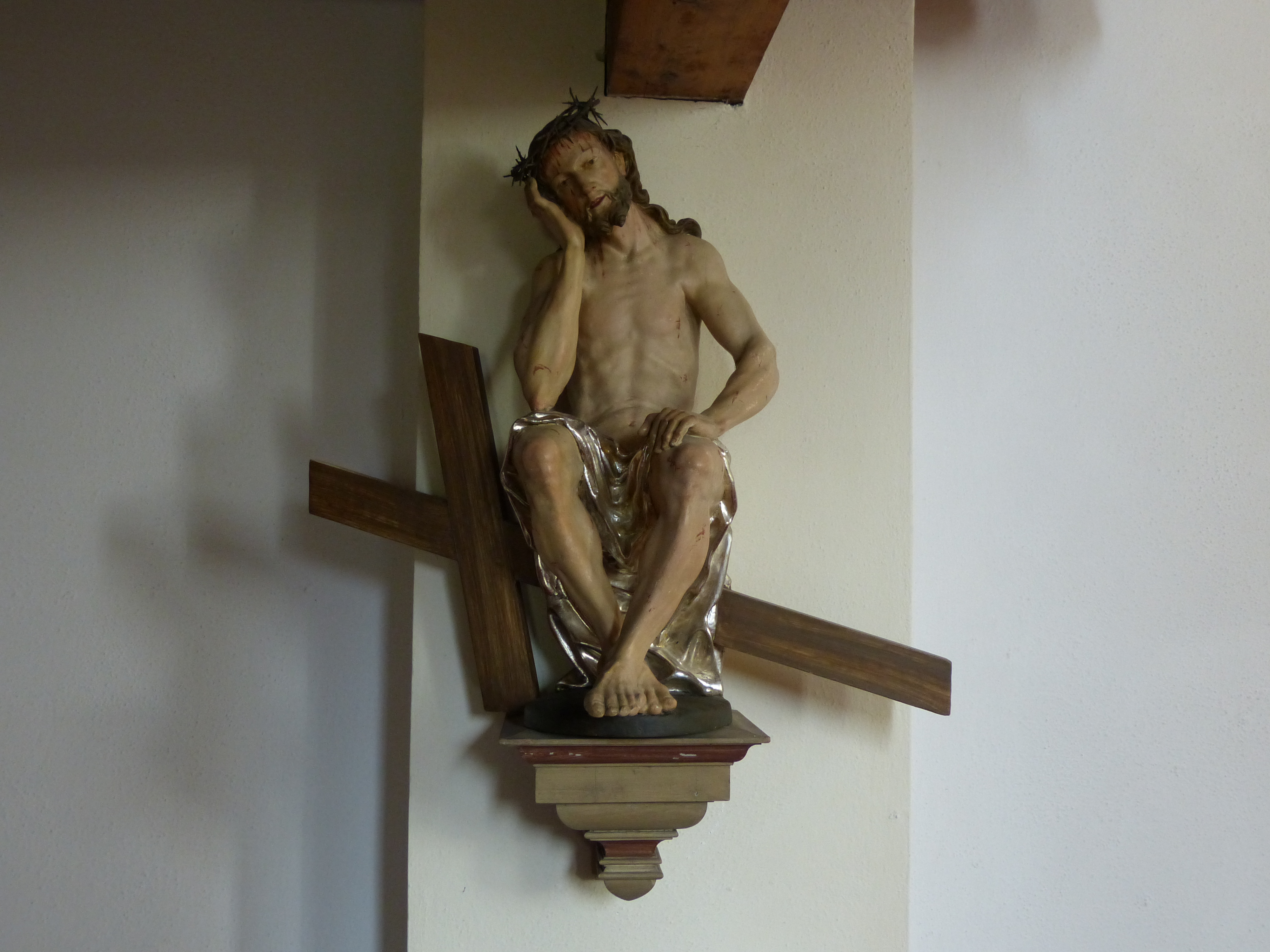
Holzfigur des Heiland in der Rast
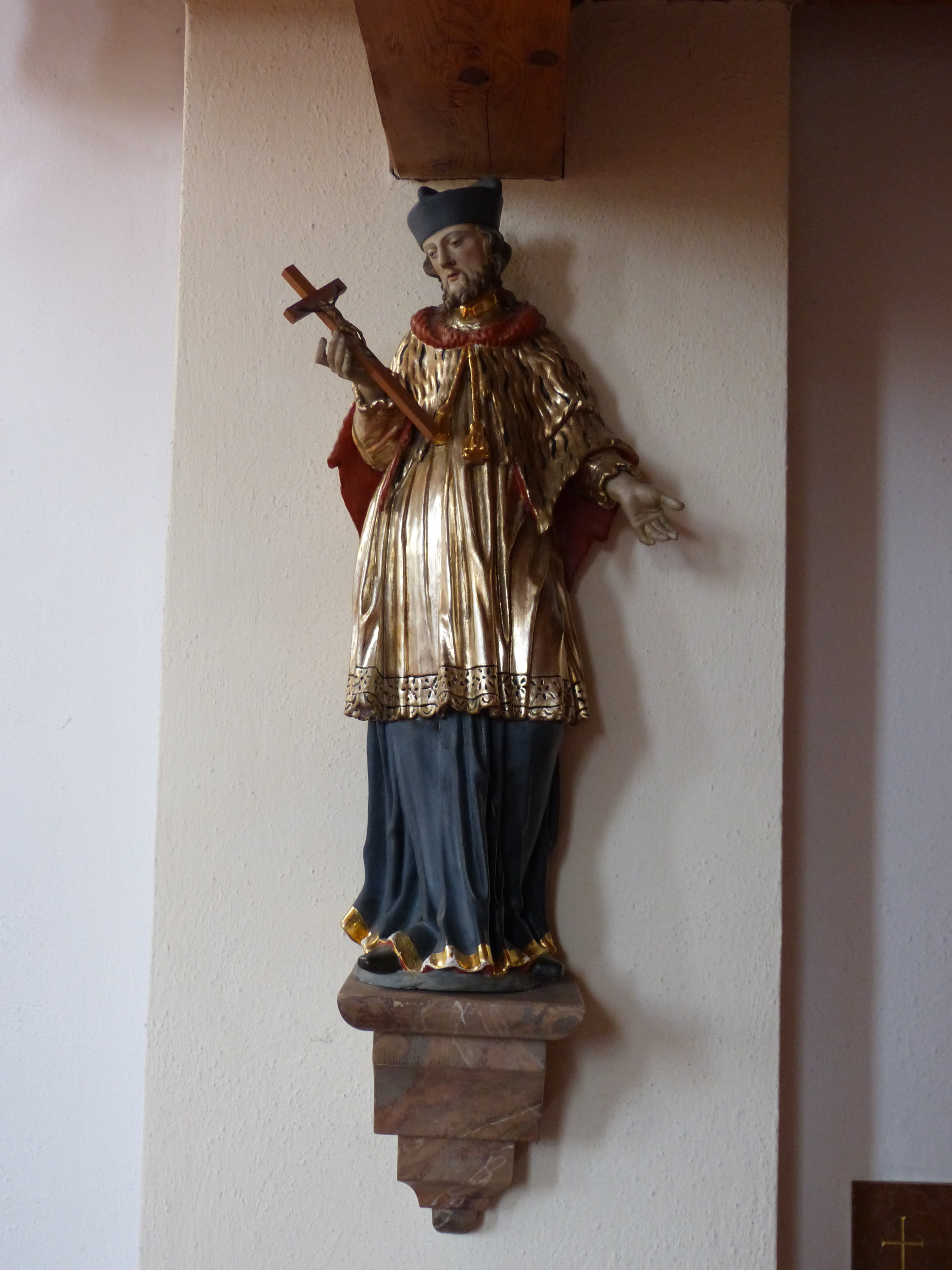
Holzfigur des Johannes Nepomuk